# Vladimir Drukovskiy
Vladimir Petrovich Drukovskiy (tiếng Nga: Владимир Петрович Друковский; sinh ngày 2 tháng 7 năm 1989) là một cầu thủ bóng đá người Nga. Anh thi đấu cho FC Murom.

## Sự nghiệp câu lạc bộ
Anh ra mắt chuyên nghiệp tại Russian Second Division năm 2006 cho F.K. Krylia Sovetov-SOK Dimitrovgrad.